# Reboleira metróállomás
A Reboleira metróállomás a lisszaboni metró kék metróvonalának északi végállomása, Amadora településen található.

## Története
Kezdetben az állomás neve Amadora Sul volt (utalva arra a negyedre, ahol az állomás található), és eredetileg még az állomáson belüli táblákon is ezt a nevet használták, amelyeket azóta eltávolítottak.
Az állomást eredetileg 2010 augusztusában kellett volna megnyitni, de a folyamatos pénzügyi problémák miatt az első fázis befejezése után leállították a munkálatokat. Az első fázis során 45 millió euró értékben létrehozták az állomás helyét és egy 579 méter hosszú alagutat. A munkálatokat csak 2015 júniusában kezdték újra. A második fázis során 8,795 millió euró értékben a vasútállomás, a Rua das Indústrias és a Parque Armando Romão melletti területen végeztek távközlési, vasúti, elektronikai és felszíni munkálatokat. Az állomás megnyitóját kétszer is eltolták, először 2015 végén, majd 2016 első negyedévében tervezték megnyitni. A megnyitóra végül 2016. április 13-án került sor. Az építkezés költsége 60 millió euró volt, amelyet nagyrészt uniós forrásokból finanszíroztak.
Az állomás építészeti terveit Leopoldo de Almeida Rosa készítette.

## Jellemzői
Az állomás a Rua das Indústrias utcában található, a Rua Vitor Alves és a Rua das Indústrias kereszteződésének közelében. Fel van szerelve a mozgássérült utasok kiszolgálására, mind az aluljárót és mind a felszínt kiszolgáló felvonókkal, emellett az aluljárót mozgólépcsőkkel is el lehet érni.
Az állomás egy központi átriummal rendelkezik, ahonnan négyfelé lehet a felszínre jutni. Az egyik kijárat közvetlen összeköttetést biztosít a Reboleira vasútállomással.

## Fordítás
Ez a szócikk részben vagy egészben  az   Estação Reboleira című portugál Wikipédia-szócikk ezen változatának fordításán alapul.  Az eredeti cikk szerkesztőit annak laptörténete sorolja fel. Ez a jelzés csupán a megfogalmazás eredetét és a szerzői jogokat jelzi, nem szolgál a cikkben szereplő információk forrásmegjelöléseként.